# Lynx de Saint-Jean
Le Lynx de Saint-Jean est une franchise qui évolue dans la Ligue de hockey junior majeur du Québec de 1982 à 1995.

## Histoire
La franchise est créée après le déménagement des Castors de Sherbrooke à Saint-Jean-sur-Richelieu en 1982. Elle joue sous le nom de Castors de Saint-Jean de 1982 à 1989 puis de Lynx de Saint-Jean de 1989 à 1995, année où la franchise déménage à Rimouski pour devenir l'Océanic de Rimouski.

## Logo

Logo des Castors
Logo des Lynx en 1989-1990
Logo des Lynx de 1990 à 1992
Logo des Lynx de 1992 à 1995

## Statistiques
| No | Saison    | PJ | V  | D  | N | BP  | BC  | Pts | Classement              | Séries éliminatoires | Entraîneur       |
| -- | --------- | -- | -- | -- | - | --- | --- | --- | ----------------------- | -------------------- | ---------------- |
| 1  | 1982-1983 | 70 | 28 | 37 | 5 | 375 | 421 | 61  | 4e de la division Lebel | Éliminés au 1er tour |                  |
| 2  | 1983-1984 | 70 | 30 | 36 | 4 | 366 | 363 | 64  | 4e de la division Lebel | Éliminés au 1er tour |                  |
| 3  | 1984-1985 | 68 | 31 | 36 | 1 | 347 | 348 | 68  | 3e de la division Lebel | Éliminés au 1er tour |                  |
| 4  | 1985-1986 | 72 | 35 | 33 | 4 | 350 | 377 | 74  | 4e de la division Lebel | Éliminés au 2e tour  | Jacques Tremblay |
| 5  | 1986-1987 | 70 | 28 | 41 | 1 | 332 | 389 | 57  | 4e de la division Lebel | Éliminés au 1er tour | Jacques Tremblay |
| 6  | 1987-1988 | 70 | 41 | 26 | 3 | 346 | 283 | 85  | 3e de la division Lebel | Éliminés au 1er tour |                  |
| 7  | 1988-1989 | 70 | 33 | 34 | 3 | 345 | 386 | 69  | 6e de la ligue          | Éliminés au 1er tour |                  |
| 8  | 1989-1990 | 70 | 30 | 36 | 4 | 297 | 311 | 64  | 9e de la ligue          | Non qualifiés        | Richard Liboiron |
| 9  | 1990-1991 | 70 | 21 | 43 | 6 | 205 | 289 | 48  | 6e de la division Lebel | Non qualifiés        |                  |
| 10 | 1991-1992 | 70 | 24 | 43 | 3 | 250 | 336 | 51  | 6e de la division Lebel | Non qualifiés        |                  |
| 11 | 1992-1993 | 70 | 35 | 32 | 3 | 282 | 276 | 73  | 3e de la division Lebel | Éliminés au 1er tour | John Paris       |
| 12 | 1993-1994 | 72 | 29 | 37 | 6 | 264 | 265 | 64  | 5e de la division Lebel | Éliminés au 1er tour |                  |
| 13 | 1994-1995 | 72 | 39 | 27 | 6 | 282 | 277 | 84  | 3e de la division Lebel | Éliminés au 1er tour |                  |